# Erythrina abyssinica
Erythrina abyssinica là loài thực vật thuộc chi Vông nem. Cây này phân bố ở Cộng hòa Congo, Sudan, Ethiopia, Eritrea, Uganda, Kenya, Tanganyika, Mozambique, Nyasaland, Southern and Northern Rhodesia.

## Hình ảnh

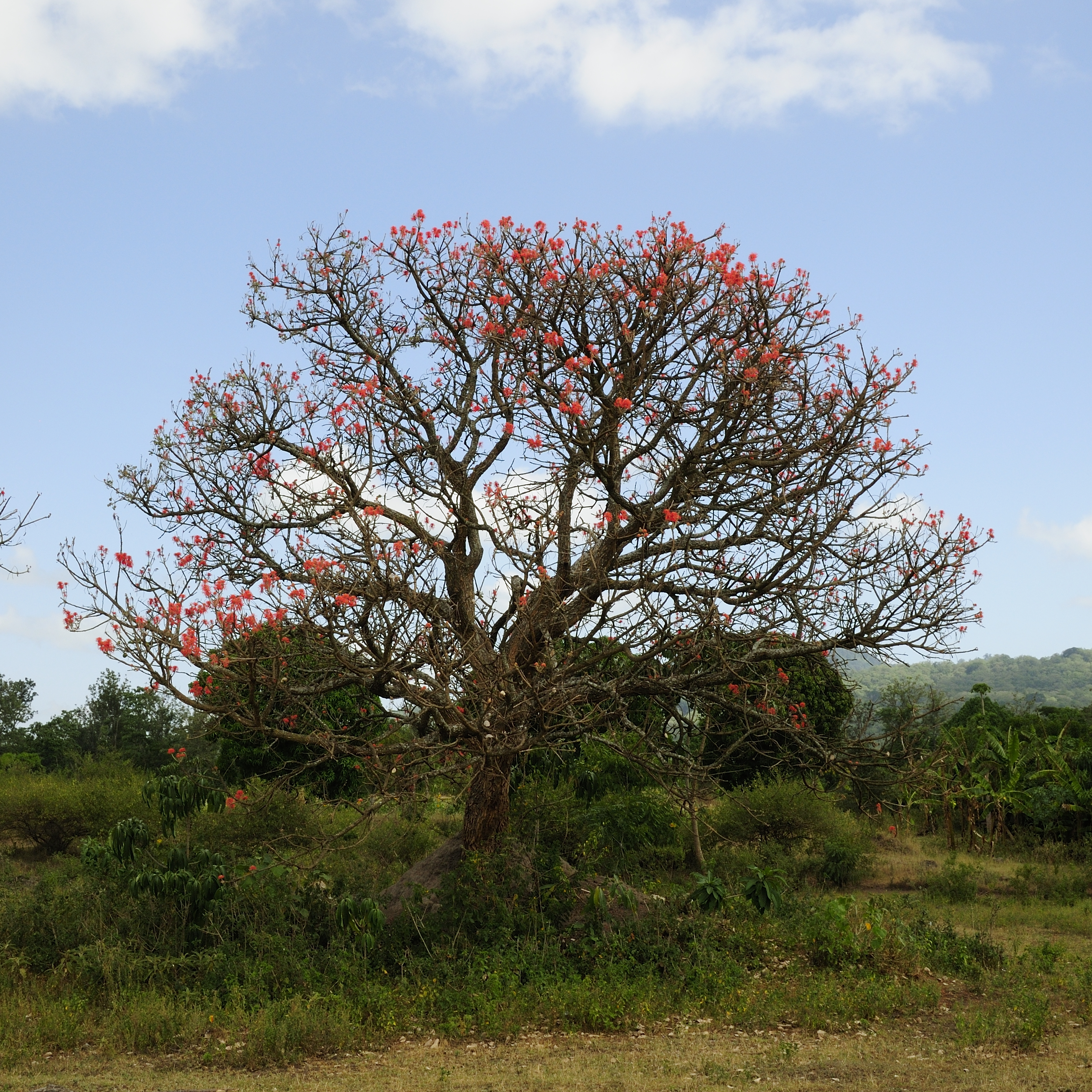
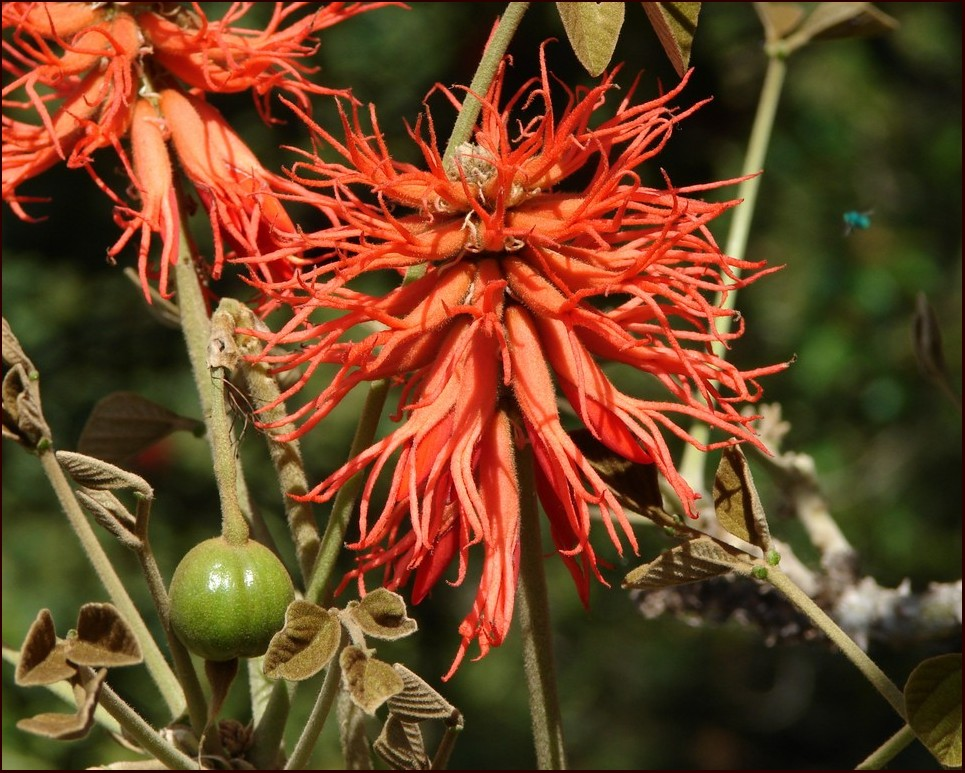
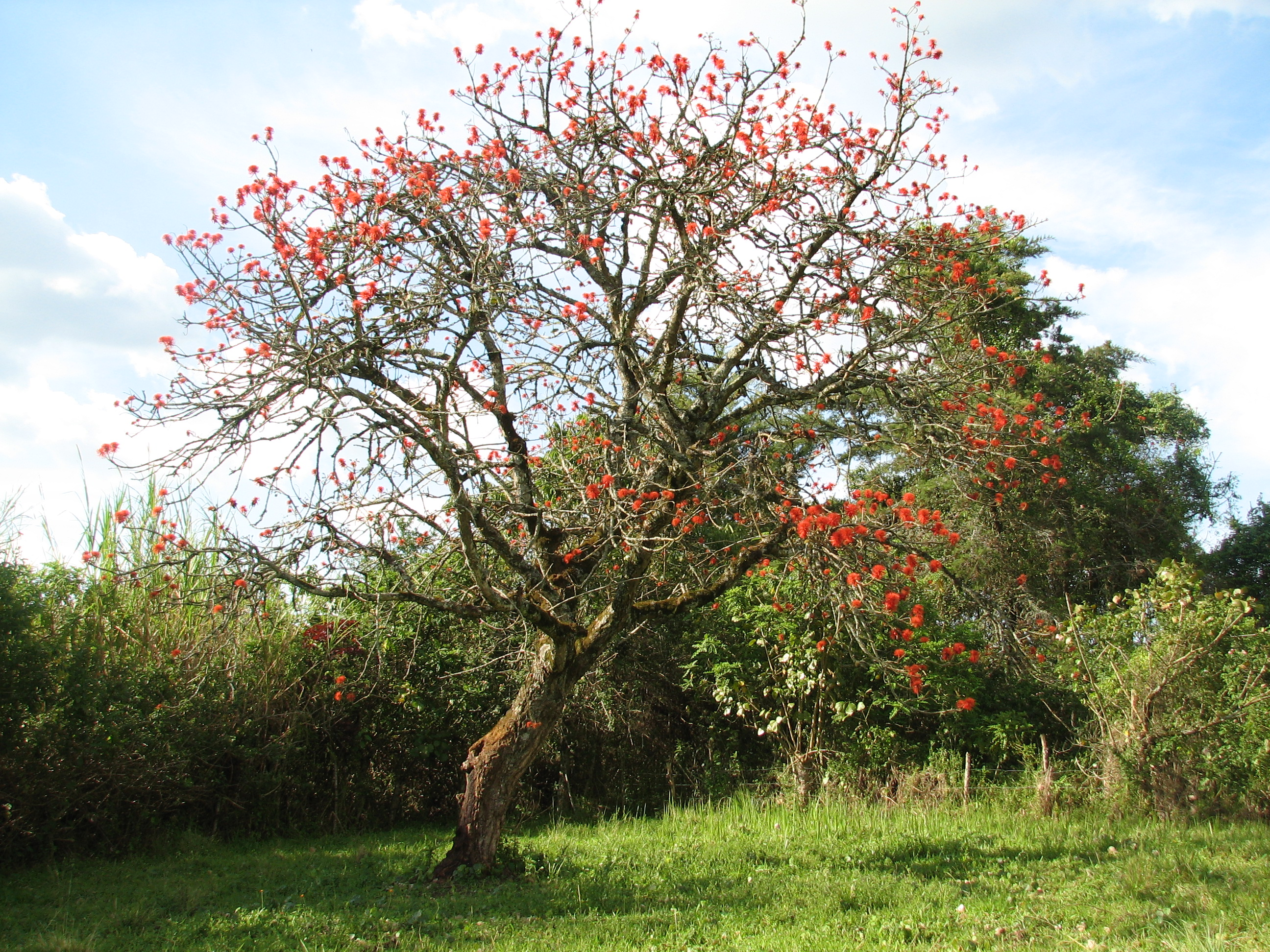
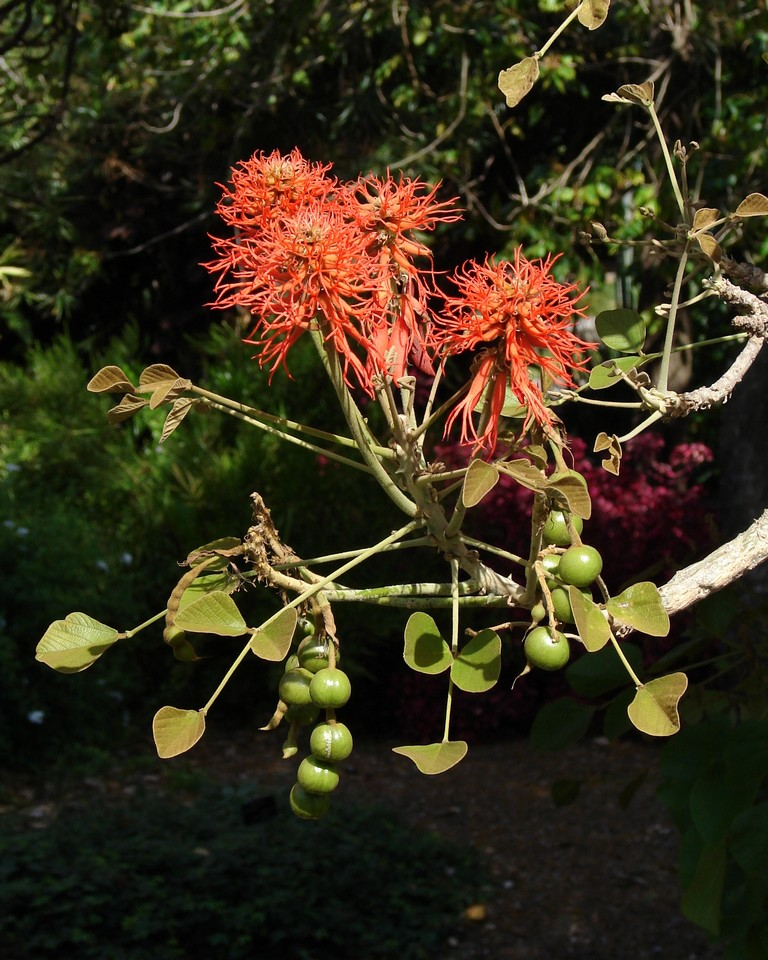